# Palau Orio Semitecolo Benzon
El Palau Orio Semitecolo Benzon és un edifici civil venecià situat al districte de Dorsoduro i amb vistes al Gran Canal, entre la Casa Santomaso i la Casa Salviati.

## Història
Construït per la família Orio, d'antiga noblesa, el palau es va unificar amb el Palau Salviati quan aquest últim es va construir durant el segle XX. El 24 de gener de 1894, l'escriptora americana Constance Fenimore Woolson probablement es va llançar per les finestres i va morir aquí.

## Arquitectura
La façana, caracteritzada principalment per formes gòtiques, presenta característiques diferents a cada planta: la primera planta noble segueix els trets estilístics típics del segle XIV, la segona les del segle XV, mentre que l'última planta es va afegir durant el segle XIX. La planta principal es caracteritza per una espaiosa finestra de sis llums, composta per una finestra de quatre llums juxtaposada amb dues finestres d'una sola llum sostingudes per pilars i amb un balcó que sobresurt.
El portal principal té un marc de dentelles i porta un escut de la família Benzoni, que data dels segles XIV - XV, fet de pedra d'Ístria.